# Wendy Jans
Wendy Jans (ur. 14 czerwca 1983 w Bree) – belgijska profesjonalna snookerzystka i pool bilardzistka. Dziewięć razy zdobyła tytuł Mistrzyni Świata IBSF w Snookerze wśród kobiet. Podczas Mistrzostw Świata Kobiet w Snookerze 2022 dotarła do swojego pierwszego finału mistrzostw świata kobiet, ale przegrała tam z Nutcharut Wongharuthai 5–6.

## Kariera
Jans zdobyła wiele tytułów mistrza kraju, Europy i świata w snookerze. W latach 1998–2023 zdobyła dziewiętnaście tytułów mistrzyni Belgii.
Zdobyła rekordową liczbę dwunastu tytułów Mistrzyni Europy European Billiards and Snooker Association, w tym sześć tytułów z rzędu w latach 2013–2018, a także Mistrzostwo Świata Kobiet w Snookerze IBSF w latach 2006, 2012, 2013, 2014, 2015, 2016, 2017, 2021 i 2022. W finale Mistrzostw Świata w Snookerze IBSF w 2017 roku pokonała Waratthanun Sukritthanes i zdobyła swój siódmy tytuł, by w kolejnym roku przegrać z nią 2–5.
Jans, Reanne Evans i Anita Rizzuti wzięły udział w turnieju World Open 2010, grając przeciwko mężczyznom. Jans przegrał w pierwszej rundzie z Simonem Bedfordem 1–3. Jans i Ng On-yee to dwie zawodniczki grające w snookerze mieszanym podczas World Games 2017, które odbyły się we Wrocławiu. Jans przegrała 1–3 z Declanem Brennansem w swoim pierwszym meczu.
Podczas Mistrzostw Świata Kobiet w Snookerze 2022 Jans pokonała w ćwierćfinale 12-krotną mistrzynię Reanne Evans 4–1. Dotarła do swojego pierwszego finału mistrzostw świata kobiet, ale przegrała 5–6 z Nutcharut Wongharuthai w ostatniej czarnej piłce.
Jest właścicielką klubu bilardowego w Neerpelt.
Jej najwyższy break to 136.

## Najważniejsze momenty kariery

### Snooker

#### Finały IBSF kobiet
| Rezultat     |    | Rok  | Turniej   | Przeciwniczka            | Wynik | Przypisy |
| ------------ | -- | ---- | --------- | ------------------------ | ----- | -------- |
| Finalistka   | 1. | 2003 | Jiangmen  | Kelly Fisher             | 2–5   | [ 9 ]    |
| Finalistka   | 2. | 2004 | Veldhoven | Reanne Evans             | 1–5   | [ 6 ]    |
| Zwyciężczyni | 1. | 2006 | Amman     | Jaique Ip                | 5–0   | [ 6 ]    |
| Finalistka   | 3. | 2007 | Korat     | Reanne Evans             | 0–5   | [ 6 ]    |
| Finalistka   | 4. | 2008 | Wels      | Reanne Evans             | 3–5   | [ 6 ]    |
| Zwyciężczyni | 2. | 2012 | Sofia     | Ng On Yee                | 5–1   | [ 6 ]    |
| Zwyciężczyni | 3. | 2013 | Dyneburg  | Shi Chunxia              | 5–3   | [ 6 ]    |
| Zwyciężczyni | 4. | 2014 | Bengaluru | Anastazja Neczajewa      | 5–2   | [ 6 ]    |
| Zwyciężczyni | 5. | 2015 | Hurghada  | Anastazja Neczajewa      | 5–1   | [ 10 ]   |
| Zwyciężczyni | 6. | 2016 | Doha      | Amee Kamani              | 5–0   | [ 11 ]   |
| Zwyciężczyni | 7. | 2017 | Doha      | Waratthanun Sukritthanes | 5–2   | [ 12 ]   |
| Finalistka   | 5. | 2018 | Rangun    | Waratthanun Sukritthanes | 2–5   | [ 13 ]   |
| Zwyciężczyni | 8. | 2021 | Doha      | Nutcharut Wongharuthai   | 4–1   | [ 14 ]   |
| Zwyciężczyni | 9. | 2022 | Antalya   | Vidya Pillai             | 4–3   | [ 15 ]   |

#### Finały Mistrzostw Europy Kobiet
| Rezultat     |     | Rok  | Miejsce             | Przeciwniczka       | Wynik | Przypisy |
| ------------ | --- | ---- | ------------------- | ------------------- | ----- | -------- |
| Finalistka   | 1.  | 1999 | Enschede            | Kelly Fisher        | 2–5   |          |
| Finalistka   | 2.  | 2000 | Stirling            | Kelly Fisher        | 0–5   |          |
| Finalistka   | 3.  | 2001 | Ryga                | Kelly Fisher        | 3–5   |          |
| Finalistka   | 4.  | 2002 | Kalisz              | Kelly Fisher        | 0–5   |          |
| Finalistka   | 5.  | 2003 | Bad Wildungen       | Kelly Fisher        | 4–5   |          |
| Zwyciężczyni | 1.  | 2004 | Völkermarkt         | Reanne Evans        | 5–3   |          |
| Zwyciężczyni | 2.  | 2005 | Ostrów Wielkopolski | Katie Henrick       | 5–3   |          |
| Zwyciężczyni | 3.  | 2006 | Konstanca           | Isabelle Jonckheere | 5–0   |          |
| Finalistka   | 6.  | 2007 | Carlow              | Reanne Evans        | 2–5   |          |
| Zwyciężczyni | 4.  | 2009 | Duffel              | Anna Mażyryna       | 5–0   | [ 16 ]   |
| Zwyciężczyni | 5.  | 2010 | Bukareszt           | Diana Stateczny     | 5–3   | [ 17 ]   |
| Zwyciężczyni | 6.  | 2011 | Sofia               | Tatjana Vasiljeva   | 5–1   |          |
| Finalistka   | 7.  | 2012 | Dyneburg            | Tatjana Vasiljeva   | 4–5   |          |
| Zwyciężczyni | 7.  | 2013 | Zielona Góra        | Anastazja Neczajewa | 5–1   | [ 18 ]   |
| Zwyciężczyni | 8.  | 2014 | Sofia               | Anastazja Neczajewa | 5–0   | [ 19 ]   |
| Zwyciężczyni | 9.  | 2015 | Praga               | Daria Sirotina      | 5–0   |          |
| Zwyciężczyni | 10. | 2016 | Wilno               | Daria Sirotina      | 5–4   | [ 20 ]   |
| Zwyciężczyni | 11. | 2017 | Shëngjin            | Anna Prysazhnuka    | 5–1   | [ 21 ]   |
| Zwyciężczyni | 12. | 2018 | Bukareszt           | Cathy Dehaene       | 4–0   |          |
| Zwyciężczyni | 13. | 2021 | Albufeira           | Jamie Hunter        | 4–1   | [ 22 ]   |
| Finalistka   | 8.  | 2023 | Albena              | Anna Prysazhnuka    | 3–4   | [ 23 ]   |

#### Finały drużynowe
| Rezultat     |   | Rok  | Turniej                                                        | Przeciwnicy                                    | Wynik | Przypisy |
| ------------ | - | ---- | -------------------------------------------------------------- | ---------------------------------------------- | ----- | -------- |
| Zwyciężczyni | 1 | 2003 | WLBSA Women’s World Doubles z Kathy Howden                     | Lea Lindhout i Valerie Finnie                  | 3–2   |          |
| Zwyciężczyni | 2 | 2007 | Mistrzostwa Europy drużynowo, z Isabelle Jonckheere (Belgia 1) | Hanna Mergies i Małgorzata Kłys (Polska)       | 5–0   | [ 24 ]   |
| Finalistka   | 1 | 2014 | Mistrzostwa Świata w Grach Mikstowych z Jamie Clarke           | Ben Woollaston i Yana Shut                     | 0–3   | [ 25 ]   |
| Zwyciężczyni | 3 | 2017 | Mistrzostwa Europy drużynowe z Cathy Dehaene (Belgia 1)        | Anastazja Neczajewa i Daria Sirotina (Rosja 1) | 4–3   | [ 26 ]   |

#### Mistrzostwa Belgii BBSA (Kobiety)
| Rezultat     | Rok  | Przeciwnik             | Wynik | Przypis |
| ------------ | ---- | ---------------------- | ----- | ------- |
| Zwyciężczyni | 1998 | Valerie Van Bellinghen | 4–2   | [ 27 ]  |
| Finalistka   | 1999 | Valerie Van Bellinghen | 1–4   | [ 3 ]   |
| Zwyciężczyni | 2000 | Valerie Van Bellinghen | 4–1   | [ 3 ]   |
| Zwyciężczyni | 2001 | Valerie Van Bellinghen | 4–1   | [ 3 ]   |
| Zwyciężczyni | 2002 | Candide Binon          | 4–2   | [ 3 ]   |
| Zwyciężczyni | 2003 | Isabelle Jonckheere    | 4–0   | [ 3 ]   |
| Zwyciężczyni | 2004 | Candide Binon          | 4–2   | [ 3 ]   |
| Zwyciężczyni | 2008 | Candide Binon          | 4–0   | [ 3 ]   |
| Zwyciężczyni | 2009 | Isabelle Jonckheere    | 4–1   | [ 3 ]   |
| Zwyciężczyni | 2010 | Isabelle Jonckheere    | 4–0   | [ 3 ]   |
| Finalistka   | 2011 | Isabelle Jonckheere    | 0–4   | [ 3 ]   |
| Zwyciężczyni | 2012 | Cathy Dehaene          | 4–3   | [ 3 ]   |
| Zwyciężczyni | 2013 | Cathy Dehaene          | 4–1   | [ 3 ]   |
| Zwyciężczyni | 2014 | Cathy Dehaene          | 4–0   | [ 3 ]   |
| Zwyciężczyni | 2015 | Emilie Demeester       | 4–0   | [ 3 ]   |
| Zwyciężczyni | 2016 | Cathy Dehaene          | 4–0   | [ 3 ]   |
| Zwyciężczyni | 2017 | Iris Moyens            | 4–0   |         |
| Zwyciężczyni | 2018 | Melissa Eens           | 4–0   |         |
| Zwyciężczyni | 2019 | Cathy Dehaene          | 4–0   | [ 28 ]  |
| Zwyciężczyni | 2023 | Anja Vandenbussche     | 4–0   |         |

#### Inne
| Rezultat     |  | Rok  | Turniej                   | Przeciwnik        | Wynik | Źr.    |
| Zwyciężczyni |  | 1999 | Puchar Kontynentalny EBSA | Cathy Dehaene     | –     | [ 29 ] |
| Zwyciężczyni |  | 2001 | Puchar Kontynentalny EBSA | Ewa Pieniążek     | 3–0   | [ 29 ] |
| Zwyciężczyni |  | 2003 | Puchar Kontynentalny EBSA | Natascha Niermann | 3–2   | [ 29 ] |
| Zwyciężczyni |  | 2003 | WLBSA Scottish Open       | Maria Catalano    | 4–1   |        |

### Pool bilard
- Ladies Spirit Tour 2005 nr 3 (Coral Springs)[30]
- Weert 9-Ball Open – 2006[31], 2008[32]